# L'Anniversaire d'Astérix et Obélix - Le Livre d'or
L'Anniversaire d'Astérix et Obélix - Le Livre d'or est le trente-quatrième album de la bande dessinée Astérix, publié le 22 octobre 2009, scénarisé et dessiné par Albert Uderzo.
Il est agrémenté de deux préfaces, l'une d'Albert Uderzo et l'autre d'Anne Goscinny. L'album célèbre les 50 ans de la création de la série.

## Résumé
La narration imagine l'histoire 50 ans plus tard, débutant donc en l'an 1, où l'on découvre le village gaulois peuplé des mêmes habitants âgés de 50 ans de plus. Certains artisans, commerçants ou guerriers comme Cétautomatix, Abraracourcix, Ordralfabétix, Agecanonix, Assurancetourix et Astérix sont entourés de leurs enfants et pour certains de leurs petits-enfants. Cette idée de les faire vieillir paraît mauvaise aux personnages : Obélix le fait savoir en donnant une baffe à l'auteur Albert Uderzo venu leur rendre visite dans une mise en abyme anachronique. Ce dernier décide de corriger son erreur et s'éclipse.
De retour en 50 av. J.-C., les villageois préparent l'anniversaire d'Astérix et Obélix, nés le même jour , pendant qu'ils sont à la chasse au sanglier. Invités par Abraracourcix pour leur faire une surprise, de nombreux amis débarquent au village.
La jeune épouse d'Agecanonix conçoit de nouveaux vêtements pour Obélix. Le facteur Pneumatix a apporté du courrier de Falbala, ce qui a donné l'envie à Obélix d'apprendre enfin à lire, ainsi que des messages de l'architecte égyptien Numérobis et même des pirates. Agecanonix, jaloux, trouve que l'on en fait un peu trop. Le marchand phénicien Épidemaïs offre aux deux Gaulois Le Guide Coquelus des voyages. Le barde Assurancetourix a prévu d'offrir des partitions et d'organiser un grand concours-spectacle de bardes.
Pendant ce temps, les dames du village et les invitées discutent de l'absence de vie conjugale pour Astérix et Obélix. L'architecte romain Anglaigus détaille son projet architectural pour célébrer les Gaulois : un parc d'attraction. Le druide belge Septantesix va leur offrir des potions aux effets comiques.
Éléonoradus, metteur en scène au théâtre de Condate, imagine de mettre en scène leurs aventures. Le devin Prolix prédit qu'ils seront célébrés dans un muséum où ils seront représentés avec les villageois par des tableaux, sculptures et œuvres d'art.
Pendant ce temps, la galère de la reine d'Égypte Cléopâtre, accompagnée de Jules César, accoste en Armorique. Mais César, peu enclin à célébrer l'anniversaire de ses ennemis, fait venir son pharmacien Choléramorbus pour qu'il prépare du vin empoisonné à l'huile de ricin pour l'offrir aux Gaulois. Il charge les quatre centurions (Faipalgugus, Tohubohus, Mordicus et Cumulonimbus) des camps entourant le village d'apporter ce vin. Mais Panoramix, qui les accueille, sent le piège et le leur fait goûter : ils s'enfuient alors en courant aux latrines, tandis que César et Cléopâtre arrivent au village.
Astérix et Obélix reviennent de la chasse, les convives leur font la surprise de leur présence et fêtent leur anniversaire sur la place du village.

## Personnages principaux
- Les habitants du village gaulois, dont : 
  - Astérix, guerrier,
  - Obélix, livreur de menhir,
  - Idéfix, chien d'Obélix,
  - Cétautomatix, forgeron,
  - fils de Cétautomatix,
  - Bonemine, épouse d'Abraracourcix,
  - fils d'Abraracourcix,
  - Abraracourcix, chef du village,
  - Agecanonix, vieillard,
  - Ordralfabétix, poissonnier,
  - épouse d'Agecanonix,
  - Assurancetourix, barde,
  - fils d'Ordralfabétix,
  - fils, belle-fille et cinq petits-enfants d'Astérix,
  - chiots ou chiens descendants d'Idefix,
  - Panoramix, druide,
  - deux porteurs d'Abraracourcix,
  - épouse de Cétautomatix,
  - Iélosubmarine, poissonnière, épouse d'Ordralfabétix ;
- Albert Uderzo, dessinateur et scénariste d'Astérix ;
- Pneumatix, facteur ;
- Anglaigus, architecte romain ;
- Septantesix, druide belge ;
- Amnésix, druide ;
- Maestria, barde lutécienne, maîtresse d'école ;
- Goudurix, jeune barde lutécien, neveu d'Abraracourcix (car fils de son frère Océanonix) ;
- Coriza, Lutécienne, fille d'Orthopédix et d'Angine ;
- Éléonoradus, metteur en scène au théâtre de Condate ;
- Vanendfaillevesix, chef belge ménapien ;
- Olaf Grossebaf, chef des Normands ;
- Soupalognon y Crouton, chef ibère d'un village irréductible près de Munda (Montilla) ;
- Lentix, Lutécien, anciennement trafiquant de serpes d'or ;
- Numérobis, architecte égyptien ;
- Les pirates, dont : 
  - Barbe-Rouge, chef des pirates,
  - Triple-Patte, pirate unijambiste disant des citations latines,
  - Baba, vigie des pirates ;
- Boufiltre, assistante d'Amnésix ;
- Épidemaïs, marchand phénicien ;
- Antarix (non nommé), réparateur de char ;
- Falbala, habitante de Condate, fille de Plantaquatix ;
- Tragicomix, époux de Falbala ;
- Cartapus, un Romain ;
- Latraviata, actrice romaine de théâtre, tragédienne, sosie de Falbala ;
- Gélatine, mère d'Obélix ;
- Goscinnyrix, acteur de théâtre jouant le rôle d'Astérix ;
- Uderzorix, acteur de théâtre jouant le rôle d'Obélix ;
- Prolix, devin gaulois ;
- Garedefréjus, anciennement esclave intendant chez Claudius Quiquilfus, encadré au muséum ;
- Plutoqueprévus, légionnaire romain, encadré au muséum ;
- Gueuselambix, chef belge nervien ;
- Caius Infarctus, adepte des fondues au fromage ;
- Cléopâtre, reine d'Égypte ;
- Jules César, imperator romain ;
- Choléramorbus, pharmacien de César ;
- Caius Faipalgugus, centurion du camp de Petibonum ;
- Tohubohus, centurion du camp de Laudanum ;
- Tullius Mordicus, centurion du camp d'Aquarium ;
- Tullius Cumulonimbus, centurion du camp de Babaorum ;

Et aussi, sur la dernière planche :
- Kiçàh, fakir de la vallée du Gange ;
- Cékouhaçà, rajah du pays de l'Indus, père de Rahàzade ;
- Rahàzade, princesse du pays de l'Indus, fille de Cékouhaça ;
- Césarion, futur Ptolémée XVI, bébé, fils de Jules César et Cléopâtre ;
- Claudius Cornedurus, légionnaire, ancien participant aux Jeux Olympiques ;
- Gazpachoandalus, anciennement centurion du camp de Babaorum ;
- Ocatarinetabellatchitchix, chef de clan corse ;
- Acidenitrix, anciennement habitant du village au grand fossé ;
- Chanteclairix, coq du village ;
- Périclès Soupalognon y Crouton, dit Pépé, petit garçon ibère, fils de Soupalognon y Crouton ;
- Jolitorax, Breton, cousin germain d'Astérix ;
- Caius Aérobus, anciennement centurion du camp d'Aquarium ;
- Tullius Détritus, Romain anciennement semeur de zizanie ;
- Téléféric, chef des Goths ;
- Homéopatix, frère de Bonemine et beau-frère d'Abraracourcix ;
- Galantine, épouse d'Homéopatix ;
- ancien prisonnier gaulois ivre ;
- Alambix, Arverne de Gergovie, commerçant en vins et charbons ;
- légionnaire romain ;
- femme en bleu ;
- vétéran helvète chanteur de yodel ;
- optione du camp de Petibonum ;
- Petisuix, aubergiste helvète à Genava ;
- femme centurion ;
- femme légionnaire.

## Analyse

### Conception
Il n'y a jamais eu autant de personnages dans un album d'Astérix (plus de 80) : en plus des personnages sans noms, des individus juste croisés ou oubliés et des figurants (femmes légionnaires, prisonnier ivre, enfants du village, poule amoureuse du casque d'Abraracourcix, etc.), sont curieusement présents pour fêter l'anniversaire d'anciens méchants et ennemis (dont des centurions et légionnaires notables) et Jules César en personne, des traîtres gaulois (Lentix, Prolix, Acidenitrix, etc.). Les personnages et les sujets montrés (tableaux, lieux, objets, scènes, etc.) constituent ainsi une sorte de best of des 33 albums précédents.
Cet album-ci réutilise en grande partie des dessins de matériel publicitaire ou de publications annexes à la série. Sont également utilisés des croquis d'albums précédents ou des dessins d'étude du film Les Douze Travaux d'Astérix (étude de proportions des personnages). Certains dessins datent donc des années 1960 et 1970. Les dessins les plus récents ne sont pas de la main d'Uderzo, notamment les pastiches de peintures, réalisés en couleurs directes par ses assistants.
Jamais nommé expressément dans les 33 albums précédents, le capitaine des pirates a enfin un nom : Barbe-Rouge (planche 11), bien qu'on le connût depuis longtemps : le personnage ainsi que ses acolytes Baba et Triple patte font directement référence à la série éponyme créée par Jean-Michel Charlier et Victor Hubinon, dont la première publication se fit en même temps que celle d'Astérix, dans le premier numéro de Pilote.
Excepté les épouses, enfants et petits-enfants potentiels d'Astérix et Obélix imaginés par l'auteur et par les autres personnages, Choléramorbus, pharmacien de César, est le seul personnage inédit de l'album.
Sur la dernière planche, Caius Faipalgugus, ancien centurion du camp de Petibonum vu dans Le Devin, est représenté deux fois : une fois en centurion tapant sur le devin Prolix, et une fois en légionnaire dégradé balayant sous la surveillance de son optione.
Excepté les petites histoires de l'album Astérix et la Rentrée gauloise, c'est la première fois qu'un album ne se termine pas par un banquet, même si l'on peut deviner qu'il y en aura un pour fêter l'anniversaire d'Astérix et Obélix.

### Œuvres détournées
L'album comporte de nombreux pastiches d’œuvres artistiques célèbres.
- Planche 13 : Homme de Vitruve, dessin de Léonard de Vinci, pour représenter Obélix.
- Planche 22 : Abbey Road, album des Beatles, pour représenter Assurancetourix et trois bardes traversant la route. One Step Beyond, album de Madness, pour représenter un groupe de Romains, et Thriller, album de Michael Jackson, pour représenter Assurancetourix.
- Planche 24 : Le Parisien, journal quotidien régional français, changé en Le Lutécien pour annoncer le mariage d'Astérix.
- Planche 26 : La Joconde, tableau de Léonard de Vinci, pour représenter Falbala.
- Planche 31 : Le Studio Harcourt Paris, changé en Studio Art Court Lutèce, pour représenter Astérix et Obélix photographiés en noir et blanc.
- Planche 38 : Le Penseur, sculpture d'Auguste Rodin, pour représenter Obélix.
- Planche 38 : La Liberté guidant le peuple, tableau d'Eugène Delacroix, pour représenter Bonemine, Astérix, Obélix, Cétautomatix et Abraracourcix.
- Planche 40 : Une "compression" de César, une "accumulation" d'Arman et des affiches Pop Art d'Andy Warhol.
- Planche 41 : Le Cri, tableau d'Edvard Munch, pour représenter Baba.
- Planche 42 : Un "emballage" de Christo.
- Planche 42 : Le Désespéré, tableau de Gustave Courbet, pour représenter Goudurix.
- Planche 43 : Vertumne, tableau de Giuseppe Arcimboldo, pour représenter Astérix.
- Planche 44 : Olympia, tableau d'Édouard Manet, pour représenter Cléopâtre.
- Planche 45 : Bonaparte franchissant le Grand-Saint-Bernard, tableau de Jacques-Louis David, pour représenter Jules César.

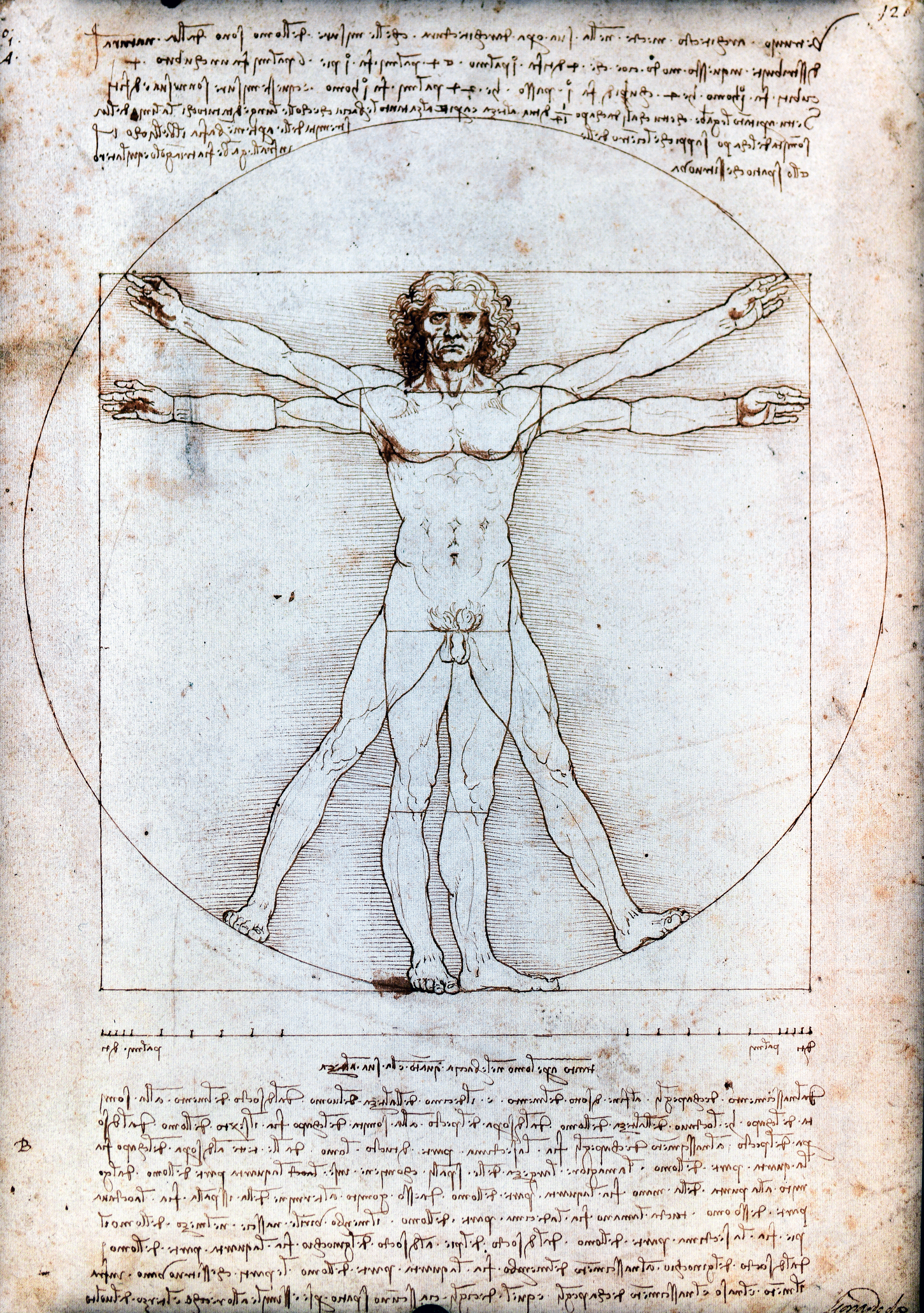
Homme de Vitruve, de Léonard de Vinci.
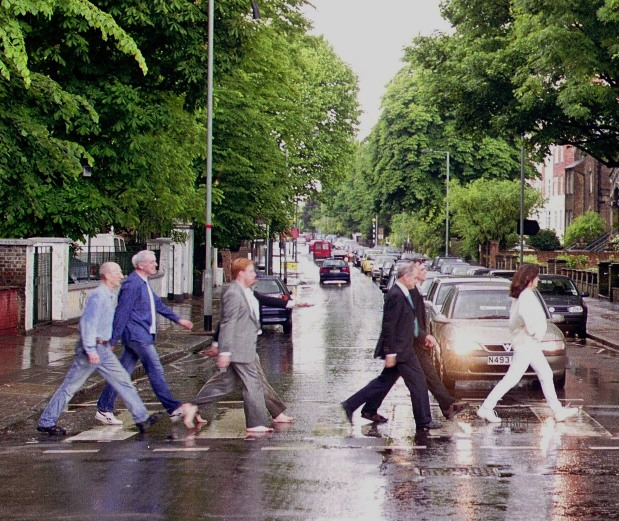
Abbey Road, album des Beatles.
Le Parisien, journal quotidien régional français.
La Joconde, tableau de Léonard de Vinci.
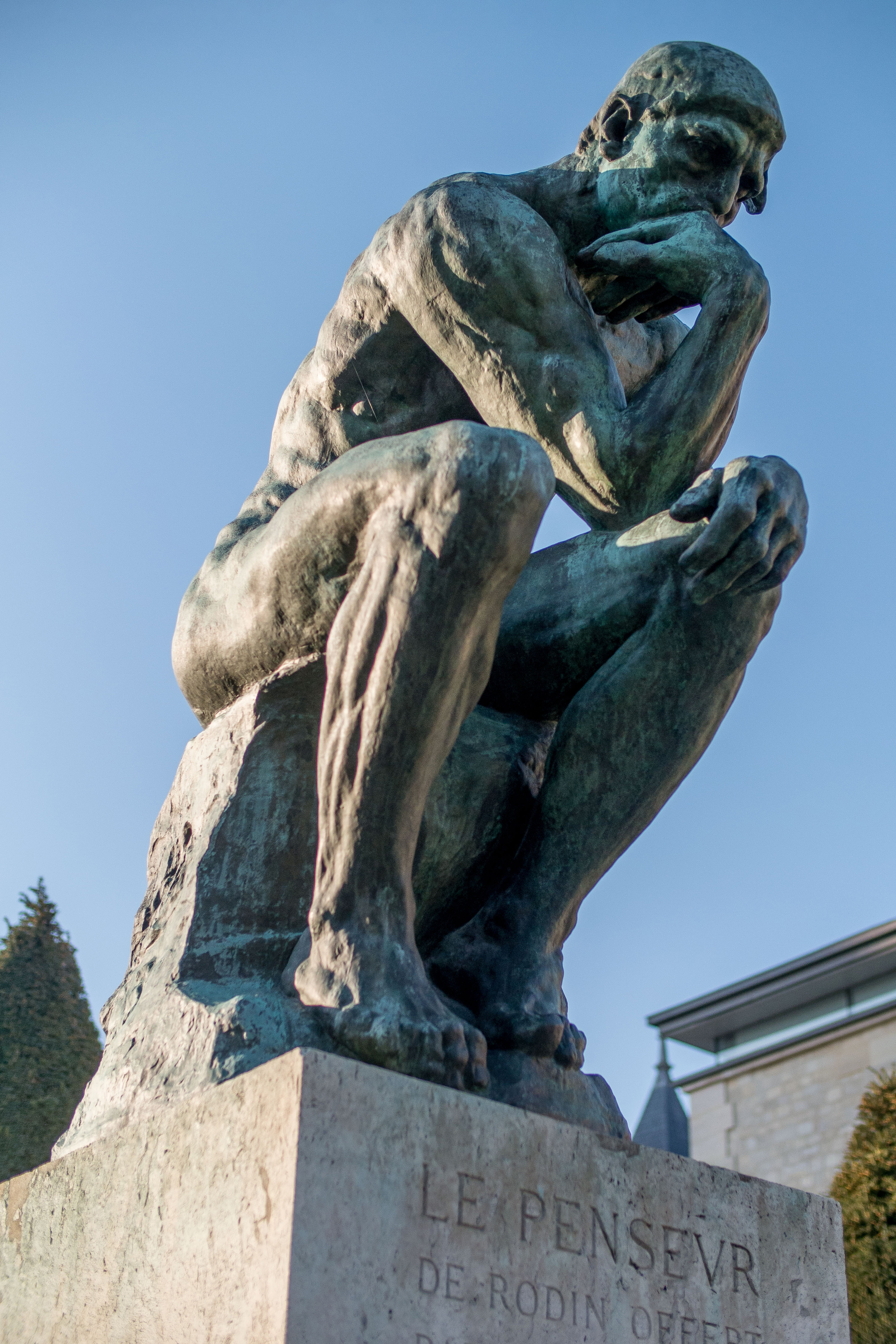
Le Penseur, sculpture d'Auguste Rodin.
La Liberté guidant le peuple, tableau d'Eugène Delacroix.
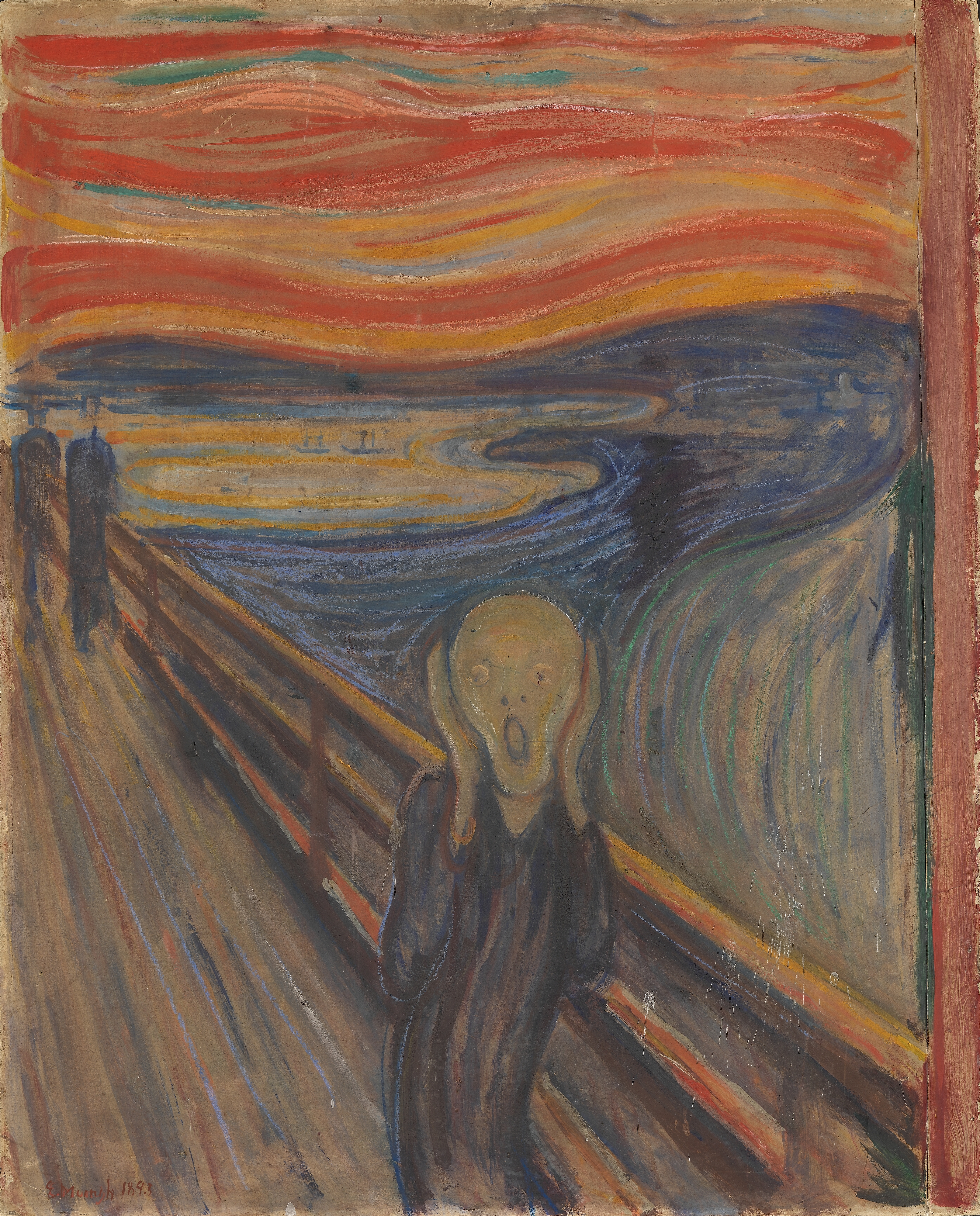
Le Cri, tableau d'Edvard Munch.
Le Désespéré, tableau de Gustave Courbet.
Vertumne, tableau de Giuseppe Arcimboldo.
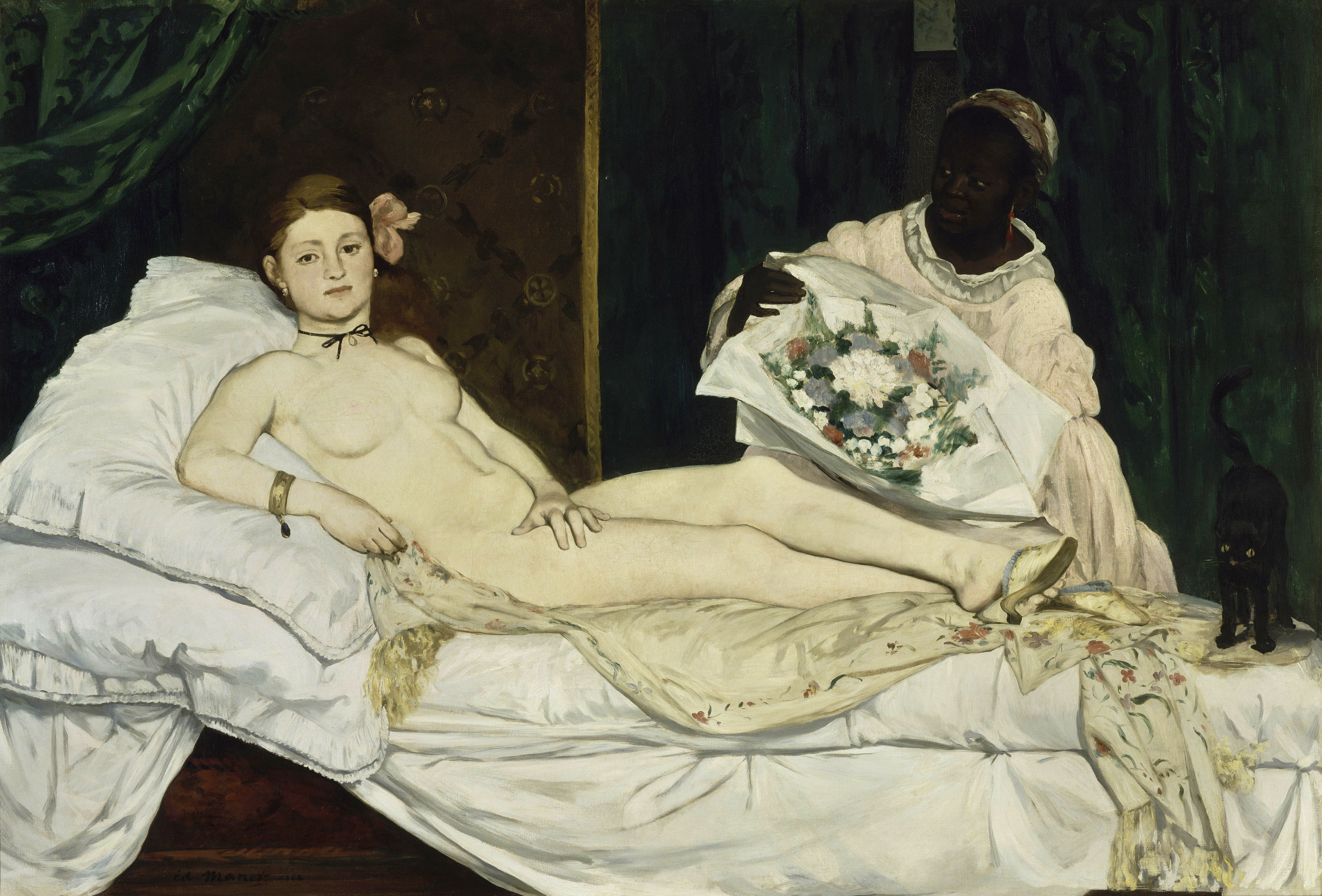
Olympia, tableau d'Édouard Manet.
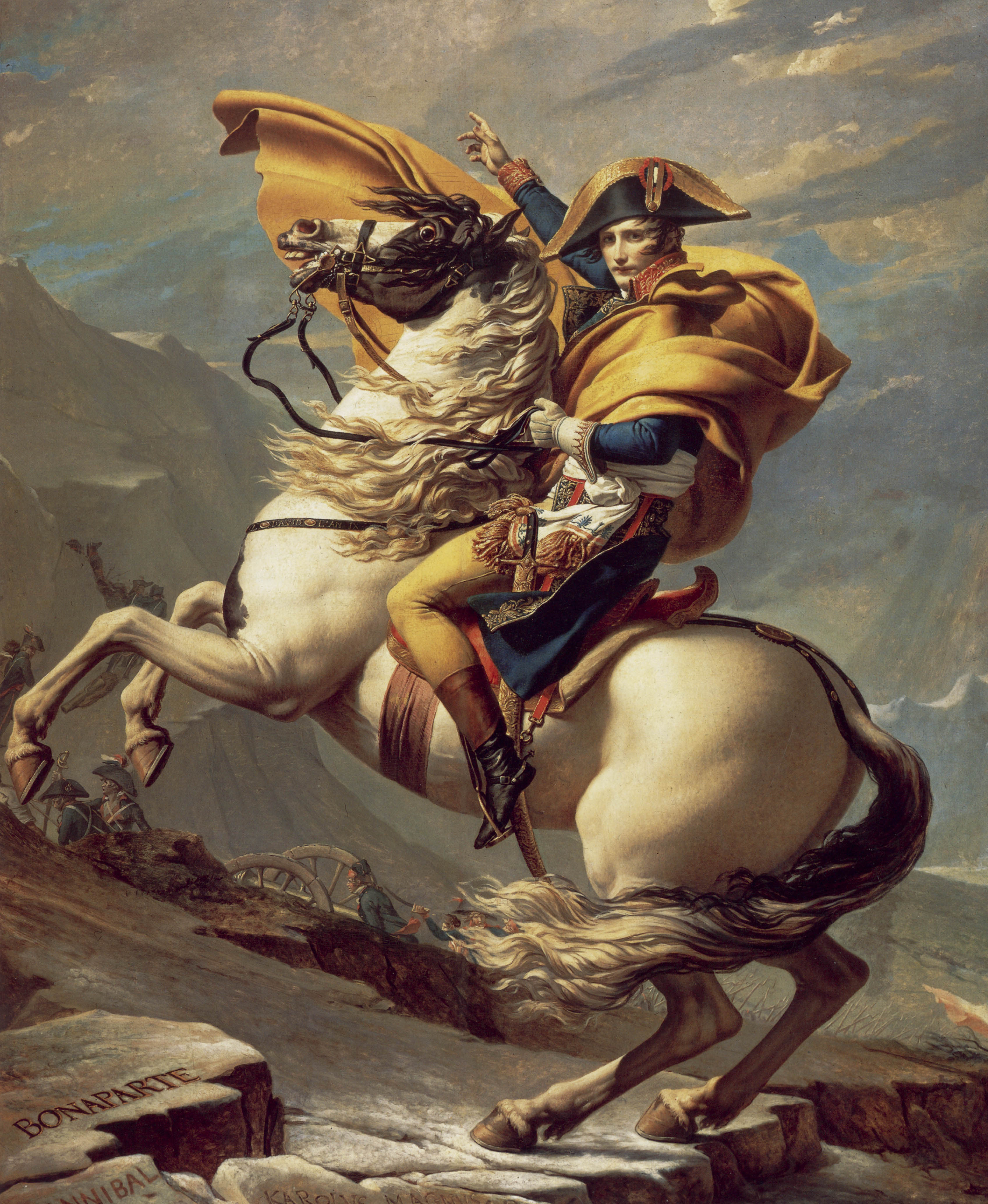
Bonaparte franchissant le Grand-Saint-Bernard, tableau de Jacques-Louis David.

### Chansons
- Joyeux Anniversaire, chanté par les pirates.
- Les jolies colonies de vacances, chanté par des Romains dans Le Guide Coquelus des voyages, parodiant la chanson Les Jolies Colonies de vacances de Pierre Perret.
- Casser la voiiiiiix…, chanté par un concurrent de l'Académie des Bardes Gaulois, parodiant la chanson Casser la voix de Patrick Bruel.

### Citations latines
- Delirant isti Romani (Ils sont fous, ces Romains) : phrase taguée sur un mur par Obélix imaginée par l'épouse d'Agecanonix.
- Qui bene amat, bene castigat (Qui aime bien, châtie bien) : phrase écrite par le pirate Triple-Patte sur le message adressé à Astérix et Obélix.
- Felix natalis dies sit tibi (Joyeux anniversaire à toi) : phrase prononcée par le pirate Triple-Patte.

## Accueil

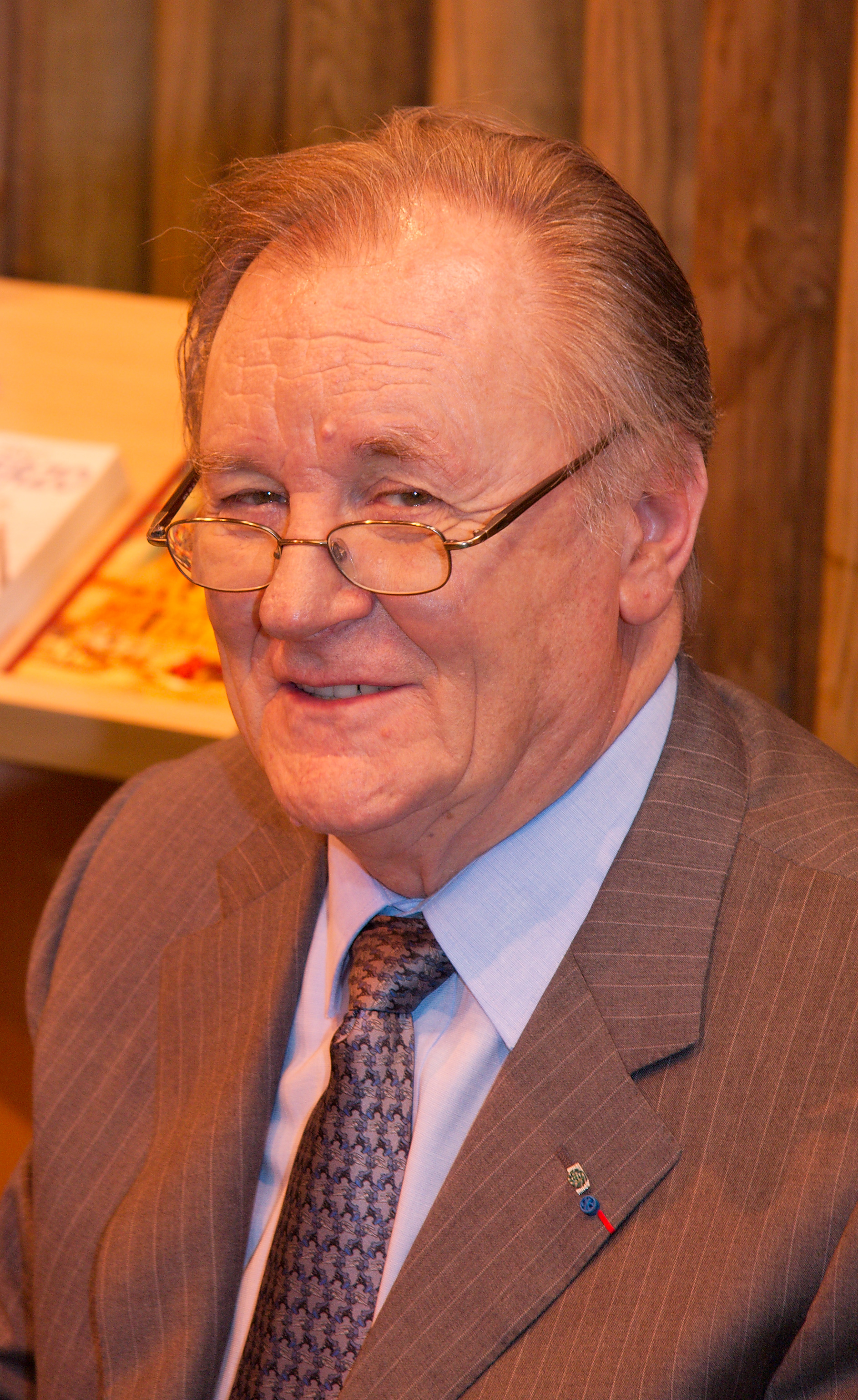
Albert Uderzo au Salon du Livre 2008.

Comme souvent depuis la disparition de René Goscinny, les critiques des albums conçus par le seul Albert Uderzo affirment qu'ils sont moins bons. L'album débute par une préface où celui-ci répond aux critiques au sujet de l'album précédent Le ciel lui tombe sur la tête : l'auteur règle ses comptes. Mais ce trente-quatrième album ne satisfait pas pour autant les fans de la série. L'anniversaire d'Astérix et Obélix n'est pas un récit unitaire, mais une succession d'histoires courtes célébrant les 50 ans du héros, comme dans les albums hors-série.
Il s'agit du dernier album signé Albert Uderzo. À partir du suivant, Astérix chez les Pictes (2013), les aventures d'Astérix seront signées Jean-Yves Ferri et Didier Conrad, même si Uderzo participe ou a un droit de regard encore sur les quatre albums suivants.